# Gustaf Strandberg
Gustaf Karl Strandberg, född 17 november 1882 i Malmö, död där 19 september 1977, var en svensk tecknare, målare och skulptör.
Han var son till postmästaren Carl Gustaf Strandberg och Constance Skogström och från 1906 gift med Lisa Johansson. Efter handelsstudier och ett år som postelev studerade Strandberg vid Tekniska skolan i Stockholm från 1899 han fortsatte därefter sina studier för Frederik Vermehren i Köpenhamn 1901 och företog en längre studieresa till Egypten 1908. Han började först arbeta som skulptör och utförde några porträttstudier i gips men övergick till att arbeta med bildkonst. Separat ställde han ut på Albert Larssons konstsalong i Malmö 1926, Dillings konstsalong och Nya konstgalleriet i Stockholm. Han medverkade i Konstföreningen för södra Sveriges utställningar och ett flertal gånger i Skånes konstförenings utställningar i Malmö. Han startade 1924 skämttidningen Pajazzo som emellertid bara utkom med ett nummer. Hans konst består av stämningslandskap utförda i kol eller pastell. Strandberg är representerad vid Moderna museet i Stockholm. Makarna Strandberg är begravda på Sankt Pauli norra kyrkogård i Malmö.